# 瓦隆古 (葡萄牙堂区)
瓦隆古是葡萄牙波尔图区的一个堂区。总面积20.66平方公里，总人口18698人，人口密度905人/平方公里。